# غنوة سليمان
غنوة محمد علي سليمان (8 أغسطس 1988 - 12 أكتوبر 2018) هي ممثلة مصرية، وأخت غير شقيقة للمغنية أنغام من الأب، والدها هو الموسيقار محمد علي سليمان وعمها الفنان عماد عبد الحليم.
بدأت غنوة مسيرتها الفنية مُبكرًا، حيثُ طرحت أغنيتين لها منذ أكثر من 10 سنوات، إلا أنها ابتعدت عن الغناء بسبب أزماتٍ عائلية وبسبب صغرِ سنها، كما تزوجت وأنجبت طفلٍ، وصرحت أنها عادت للنشاط الفني لرغبتها في أن يفتخر ابنها بأعمالها بعد أن يُصبح شابًا.
رشحها المُخرج المصري تامر حمزة للمُشاركة في مسلسل الأب الروحي 2، حيثُ حَصلت على دورة تدريبية في مجال التمثيل، من أجل الانضمام إلى هذا المسلسل.

## وفاتها
تُوفيت في 12 أكتوبر 2018، على إثر حادث سير تعرضت له في التجمع الخامس.

## روابط خارجية
- غنوة سليمان على موقع قاعدة بيانات الأفلام العربية